# Президент Естонії
Президент Естонської Республіки (ест. Eesti Vabariigi President) — голова Естонської Республіки.

## Статус
Оскільки згідно з Основним законом 1992 року Естонія є парламентською республікою, повноваження президента значною мірою обмежені, він не входить в систему виконавчої влади і є, головним чином, символічною фігурою, виконуючою представницькі і різні формально — юридичні функції. Президент не може бути членом будь-якої політичної партії і не може займати жодної іншої виборної або призначуваної посади. Ці обмеження спрямовані на забезпечення незалежності та політичної неупередженості президента при виконанні його посадових обов'язків.
Обрання президента проходить шляхом голосування в парламенті або в спеціальній колегії вибірників (у тому випадку, коли жодному з кандидатів не вдається в ході трьох турів набрати необхідної більшості в дві третини від конституційного складу Рійгікогу). Президент обирається строком на п'ять років, Одна і те ж особа не може бути обрана президентом більше, ніж на два терміни поспіль.

## Резиденція

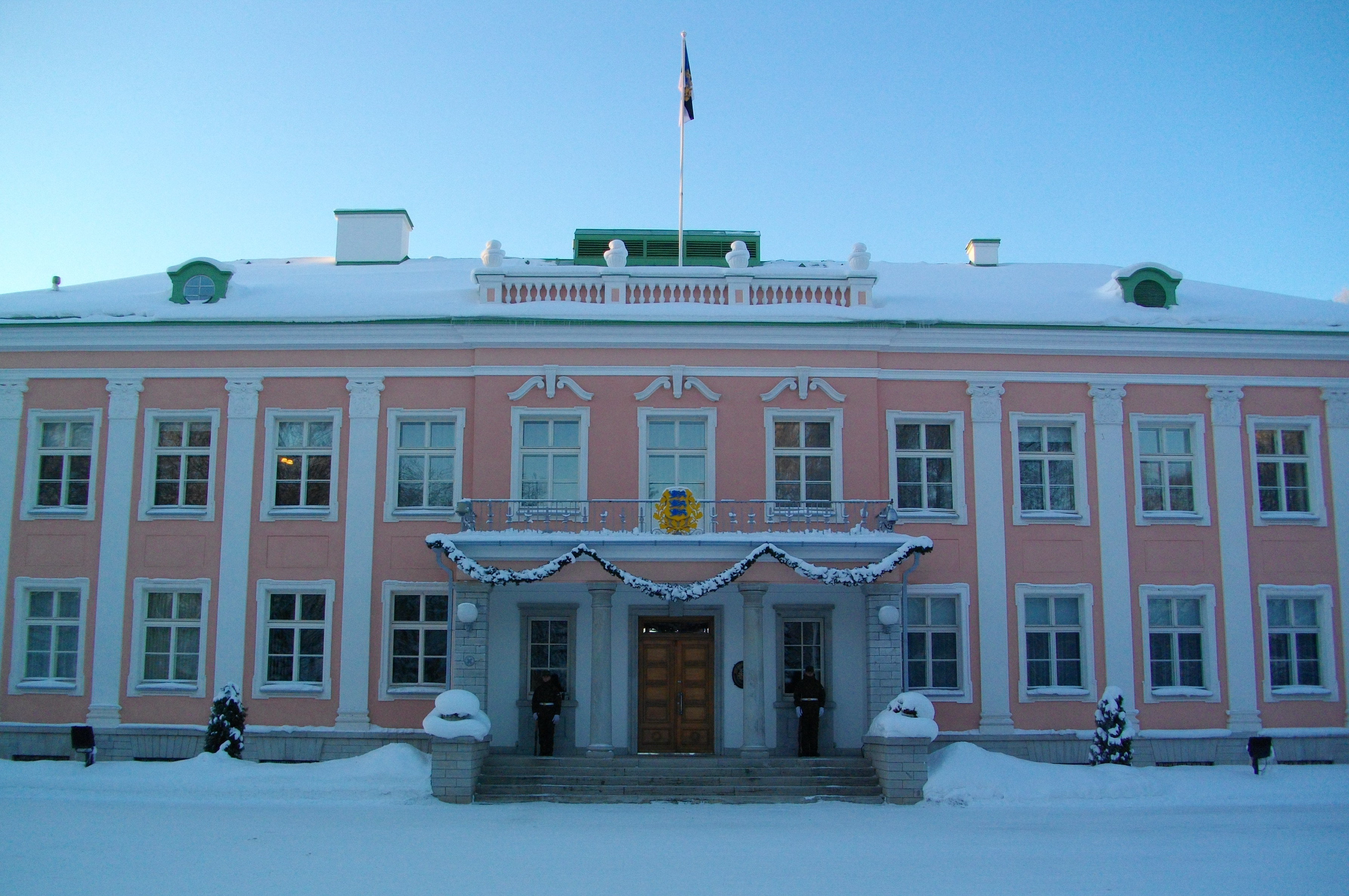
Резиденція Президента Республіки взимку

Резиденція Президента Республіки розташована в Талліннському районі Кадріорг в безпосередній близькості від Екатерінентальского палацу з прилеглим парковим комплексом та музею Куму. У цьому ж будинку розташовується канцелярія Президента Республіки, що здійснює матеріально-технічне забезпечення діяльності глави держави.
Будівля зведена в 1938 за проектом архітекта Алара Котлі. За часів радянської влади в цій будівлі розташовувався Президія Верховної Ради Естонської РСР.

## Список
| №                        | № | Фото | Прізвище                     | Початок повноважень | Завершення повноважень | Партія                                                            | Примітки |
| ------------------------ | - | ---- | ---------------------------- | ------------------- | ---------------------- | ----------------------------------------------------------------- | -------- |
| Президент Естонії з 1938 |   |      |                              |                     |                        |                                                                   |          |
|                          | 1 |      | Костянтин Пятс (1874—1956)   | 24 квітня 1938      | 21 червня 1940         |                                                                   |          |
|                          | 2 |      | Леннарт Мері (1929—2006)     | 6 жовтня 1992       | 8 жовтня 2001          | Національна коаліційна партія                                     |          |
|                          | 3 |      | Арнольд Рюйтель (1928-2024)  | 8 жовтня 2001       | 9 жовтня 2006          | Народний союз Естонії                                             |          |
|                          | 4 |      | Тоомас Гендрік Ільвес (1953) | 9 жовтня 2006       | 10 жовтня 2016         | Соціал-демократична партія Естонії                                |          |
|                          | 5 |      | Керсті Кальюлайд (1969)      | 10 жовтня 2016      | 11 жовтня 2021         | висунута за порадою старійшин Рійгікогу                           |          |
|                          | 6 |      | Алар Каріс (1958)            | 11 жовтня 2021      |                        | висунутий Партією реформ Естонії та Центристською партією Естонії |          |